# Santo Antônio do Tauá
Santo Antônio do Tauá é um município brasileiro do estado do Pará. Localiza-se a uma latitude 01º09'07" sul e a uma longitude 48º07'46" oeste, estando a uma altitude de 17 metros. Sua população estimada em 2019 é de 31.482 habitantes.
Possui uma área de 537,625 km².

## História
A origem histórica do Município está relacionada com a história do município de Vigia, e remonta ao tempo em que o território era ocupado pelos índios Tupinambás, de cujas terras recebeu a quase totalidade do seu patrimônio territorial.
Nos quadros de divisão territorial do Estado do Pará datados de 1936,1937 e 1938.
Santo Antônio se apresenta como distrito de Vigia. Dá-se o mesmo na divisão territorial fixada pelo Decreto-Lei Estadual nº 4.505 de 30 de dezembro de 1943, onde observa-se que o distrito de Santo Antonio passou a chamar-se de Santo Antônio do Tauá.
A primeira tentativa de constituir o Município data de 1955, através da Lei nº 1.127, de 11 de março, a qual foi considerada inconstitucional pelo Supremo Tribunal Federal no mesmo ano. E o Governo do Estado do Pará em 1956, tornou insubsistente o desmembramento.
Porém em 1961 esse desmembramento concretizou-se através da Lei nº 2.460, de 29 de dezembro de 1961, com terras desmembradas dos municípios de Vigia e João Coelho.
Seu território foi formado com parte do distrito de Porto Salvo, que era povoado de Vigia, desde 1896; com o distrito de Borralhos, atualmente denominado São Raimundo de Borralhos, fez parte de Vigia na condição de povoado desde 1899; com o distrito de Espírito Santo do Tauá, cujo nome original era Pregos, foi povoado de Vigia, a partir de 1899, havendo sido elevado a essa condição pela Lei nº 645, de 6 de junho; além desses, também foi formado o distrito de Tracuateua da Ponta, em 1899, vila essa que também recebia incentivos através do Rio Tauá, que banha a sede e corre ao longo dos três distritos que formam o município; com Santo Antônio do Tauá que constava como vila de Vigia, no Recenseamento de 1950 e finalmente com parte do distrito-sede do município de João Coelho, hoje Santa Izabel do Pará.
O nome Tauá adveio do vocábulo indígena que significa "Barro Amarelo", dando origem ao nome Santo Antônio do Tauá: "Santo Antônio", por conta do Padroeiro da Cidade, Santo Antônio de Lisboa e "Tauá" pelo vocábulo indígena que significa "Barro Amarelo", ou seja, fielmente traduzida à língua portuguesa, Santo Antônio do Barro Amarelo.
Atualmente, o Município é constituído pelo distrito-sede de Santo Antônio do Tauá e pelos distritos Espírito Santo do Tauá, São Raimundo de Borralhos e Tracuateua da Ponta, diantantes da sede do município 12, 28 e 20 quilômetros, respectivamente.

## Cultura
Como em todas as regiões do interior paraense, as festividades religiosas do município de Santo Antônio do Tauá se constituem em atração turística e fator de mobilização popular. As festividades apresentam os aspectos puramente religiosos que abrangem os atos litúrgicos, ao mesmo tempo em que o aspecto profano se desenvolve e revela a riqueza das manifestações da cultura popular.
No mês de janeiro o Município homenageia o Espírito Santo. No segundo domingo de dezembro realiza a Festa de Santa Maria. No dia 13 de junho é comemorado Santo Antônio de Lisboa, padroeiro da Cidade, com 13 dias de Festividade. No mês de agosto, acontece a festa de São Raimundo Borralhos. Todas essas Festas com novenas, arraial, concurso e leilões, ingredientes que atiçam a animação da população da sede, vilas, povoados e lugarejos mais distantes, bem como dos demais municípios e, até mesmo, da capital do Estado.
As manifestações da cultura popular do Município são expressas através de Bois-Bumbás, carimbós, pássaros e Dança do Boto são manifestações da cultura popular do Município que aparecem nos arraiais, durante as festas religiosas, mas, com maior freqüência, por ocasiões dos folguedos juninos.
O Município dispõe de uma Biblioteca Pública, mantida por um convênio da Prefeitura local com a Secretaria de Estado de Cultura (SECULT) e do Instituto Nacional do Livro (INL), que servem como equipamento cultural para salvaguardar a história e a cultura local.

## Geografia
O município de Santo Antônio do Tauá pertence à mesorregião Metropolitana de Belém e à microrregião de Castanhal.
A sede municipal apresenta as seguintes coordenadas geográficas: 01º 09'06"S e 48º 08'00"W Gr.

### Limites
- Ao Norte - Municípios de Colares e Vigia
- A Leste - Municípios de Castanhal e Vigia
- Ao Sul - Municípios de Santa Izabel do Pará e Castanhal
- A Oeste - Municípios de Santa Bárbara do Pará e Belém

### Geologia
Os solos presentes no Município caracterizam-se pelo Latossolo Amarelo distrófico textura média e Concrecionários Lateríticos Indiscriminados distróficos. Há, também, solos hidromórficos indiscriminados eutróficos e distróficos textura indiscriminada nas áreas aluviais, além do Solonchak, textura indiscriminada.

### Topografia
De topografia modesta, sua altitude média está a cerca de 8m acima do nível do mar, representando a cota registrada na sede do Município.

### Geologia e relevo
A estrutura geológica é constituída, predominantemente, pelos sedimentos da Formação Barreiras, do terciário, exceto nas áreas margeantes aos rios e igarapés que apresentam sedimentos quaternários inconsolidados.
O relevo manifesta-se bastante singelo, em decorrência de sua geologia, representados por tabuleiros aplainados, terraços e várzeas, que, morfoestruturalmente, faz em parte do planalto Rebaixado da Amazônia (da Zona Bragantina).

### Meio ambiente
A cobertura vegetal predominante é de Florestas Secundárias que substituíram a antiga Floresta Densa dos baixos platôs, da qual restam, ainda, alguns tratos preservados. Tal ocorrência deveu-se ao intenso processo de desmatamento para a implantação de cultivos itinerantes de espécies agrícolas de subsistência (milho, arroz, feijão e mandioca).
Ao longo dos cursos d'água, encontra-se a mata ciliar, ainda, preservada. Ao norte do Município, ocorre, também, uma pequena extensão de campos naturais, conhecidos como "Campos do Tauá".

### Hidrografia
Na hidrografia do Município, o rio mais importante é o Tauá, que nasce no município de Santa Isabel do Pará e corre na direção SE-NW, em curso sinuoso, servindo de limite com o município de Benevides, desde a foz do igarapé São Francisco, seu afluente direto, até a baía do Sol. Após sua passagem, a poucos quilômetros da sede, recebe o rio Ubituba do Tauá, dirige-se para leste, até desaguar na referida baía.
O rio Mojuim, embora tenha suas nascentes no Município, pertence, em sua maior extensão, ao município de São Caetano de Odivelas.
Outro rio que passa no município de Santo Antônio do Tauá, em seu alto curso, é o Marapanim, que o percorre apenas num exíguo trecho.
Ao Norte, encontra-se o rio Patauateua, que faz limite com o município de Vigia.

### Clima
O clima é megatérmico úmido. Sob influência da baixa latitude, a temperatura mantém-se elevada, em todos os meses do ano, com média anual em torno de 25°C, sendo seus valores mensais entre 24°C e 26°C. Os meses de outubro, novembro e dezembro são os mais quentes, com máximas entre 32°C e 34°C, com média anual em torno de 33°C.
As temperaturas mínimas, em todos os meses do ano, oscilam entre 20°C e 22°C.
A precipitação pluviométrica anual é bastante elevada, geralmente em torno de 2.350mm, porém, fortemente concentrada de janeiro a junho, cerca de 80%. De setembro a dezembro, ao contrário, as chuvas são raras (cerca de 7%), com uma curta estação seca de moderado déficit de água, nesses meses. A umidade relativa do ar oscila em torno de 85%.